# AFC Champions League 2017
La AFC Champions League 2017 è stata la 36ª edizione della massima competizione calcistica per club dell'Asia.
Lo Jeonbuk Motors, compagine sudcoreana, era la squadra detentrice del titolo, che però non poté difendere perché squalificata dalla Asian Football Confederation per il coinvolgimento in diversi casi di corruzione verificatasi durante il campionato sudcoreano di calcio. Il provvedimento fu confermato dal Tribunale Arbitrale dello Sport, che il 3 febbraio 2017 respinse il ricorso presentato dal club.
Il torneo è iniziato il 24 gennaio 2017 e si è concluso il 25 novembre.

## Regolamento
Il 25 gennaio 2014 l'AFC ha comunicato l'intenzione di allargare il numero di squadre partecipanti alla AFC Champions League. Il 16 aprile 2014 l'AFC ha ratificato questa decisione. Le 46 federazioni partecipanti all'AFC Champions League (ad eccezione delle Marianne Settentrionali) sono classificate in base alle prestazioni sia della squadra nazionale sia dei singoli club negli ultimi quattro anni nelle competizioni AFC. La distribuzione dei posti nelle qualificazioni e nei gironi per le edizioni 2015 e 2016 è determinato dal ranking 2014:
- le federazioni sono distribuite in due zone, zona ovest e zona est, ciascuna comprendente 23 federazioni
  - zona ovest: Asia occidentale, Asia centrale, Asia meridionale (ad eccezione di India e Maldive)
  - zona est: ASEAN, Asia orientale, India e Maldive
- le prime 24 federazioni membri (12 per ciascuna zona) secondo il ranking 2015 possono qualificare le loro squadre per la fase a gironi della AFC Champions League, se soddisfano i criteri della AFC Champions League;
- sia per la zona est sia per la zona ovest ci sono 12 posti a disposizione per la fase a gironi, con i restanti 4 posti occupati tramite playoff;
- le prime 6 federazioni sia lato est sia lato ovest qualificano loro squadre alla fase a gironi, mentre le restanti federazioni passano attraverso i playoff:
  - le prime 2 federazioni qualificano 3 squadre alla fase a gironi e 1 ai playoff;
  - la terza e la quarta federazione qualificano 2 squadre alla fase a gironi e 2 ai playoff;
  - la quinta federazione qualifica 1 squadra alla fase a gironi e 2 ai playoff;
  - la sesta federazione qualifica 1 squadra alla fase a gironi e 1 ai playoff;
  - dalla settima alla dodicesima federazione qualificano una squadra ai playoff.
- Il massimo numero di squadre per ciascuna federazione è un terzo del numero delle squadre partecipanti alla massima serie nazionale (per esempio, all'Australia spettano massimo tre posti poiché la A-League australiana è composta di sole nove squadre).

Il 28 novembre 2014 l'AFC ha reso noti il ranking e le regole di allocazione dei posti nella fase a gironi e nei playoff della AFC Champions League.
| Valutazione per la AFC Champions League 2017 | Valutazione per la AFC Champions League 2017 |
| -------------------------------------------- | -------------------------------------------- |
|                                              | Rispetta i criteri                           |
|                                              | Non rispetta i criteri                       |

| Posizione | Posizione | Associazione        | Punti  | Slot          | Slot     | Slot            | Slot            |
| Posizione | Posizione | Associazione        | Punti  | Fase a Girone | Play-off | Play-off        | Play-off        |
| Regione   | AFC       | Associazione        | Punti  | Fase a Girone | Play-off | Turno Prelim. 2 | Turno Prelim. 1 |
| --------- | --------- | ------------------- | ------ | ------------- | -------- | --------------- | --------------- |
| 1         | 2         | Emirati Arabi Uniti | 87.555 | 3             | 1        | 0               | 0               |
| 2         | 3         | Arabia Saudita      | 84.698 | 3             | 1        | 0               | 0               |
| 3         | 4         | Iran                | 78.908 | 3             | 1        | 0               | 0               |
| 4         | 5         | Qatar               | 78.171 | 2             | 2        | 0               | 0               |
| 5         | 9         | Uzbekistan          | 56.876 | 1             | 1        | 1               | 0               |
| 6         | 10        | Iraq                | 37.240 | 0             | 0        | 0               | 0               |
| 7         | 11        | Kuwait              | 36.457 | 0             | 0        | 0               | 0               |
| 8         | 13        | Siria               | 34.257 | 0             | 0        | 0               | 0               |
| 9         | 15        | Giordania           | 31.213 | 0             | 0        | 1               | 0               |
| 10        | 18        | India               | 27.930 | 0             | 0        | 1               | 0               |
| 11        | 19        | Bahrain             | 27.353 | 0             | 0        | 1               | 0               |
| 12        | 20        | Libano              | 22.077 | 0             | 0        | 0               | 0               |
| Totale    | Totale    | Totale              | Totale | 12            | 6        | 4               | 0               |
| Totale    | Totale    | Totale              | Totale | 12            | 10       |                 |                 |
| Totale    | Totale    | Totale              | Totale | 22            |          |                 |                 |

| Posizione | Posizione | Associazione  | Punti  | Slot          | Slot     | Slot            | Slot            |
| Posizione | Posizione | Associazione  | Punti  | Fase a Girone | Play-off | Play-off        | Play-off        |
| Regione   | AFC       | Associazione  | Punti  | Fase a Girone | Play-off | Turno Prelim. 2 | Turno Prelim. 1 |
| --------- | --------- | ------------- | ------ | ------------- | -------- | --------------- | --------------- |
| 1         | 1         | Corea del Sud | 96.311 | 3             | 1        | 0               | 0               |
| 2         | 6         | Giappone      | 75.807 | 3             | 1        | 0               | 0               |
| 3         | 7         | Cina          | 72.719 | 2             | 2        | 0               | 0               |
| 4         | 8         | Australia     | 72.599 | 2             | 0        | 1               | 0               |
| 5         | 12        | Thailandia    | 34.753 | 1             | 0        | 2               | 0               |
| 6         | 14        | Hong Kong     | 31.797 | 1             | 0        | 1               | 0               |
| 7         | 16        | Vietnam       | 29.273 | 0             | 0        | 1               | 0               |
| 8         | 17        | Malaysia      | 28.865 | 0             | 0        | 1               | 0               |
| 9         | 21        | Indonesia     | 20.372 | 0             | 0        | 0               | 0               |
| 10        | 24        | Myanmar       | 17.220 | 0             | 0        | 1               | 0               |
| 11        | 25        | Filippine     | 17.188 | 0             | 0        | 0               | 1               |
| 12        | 27        | Singapore     | 13.664 | 0             | 0        | 0               | 1               |
| Total     | Total     | Total         | Total  | 12            | 4        | 7               | 2               |
| Total     | Total     | Total         | Total  | 12            | 13       |                 |                 |
| Total     | Total     | Total         | Total  | 25            |          |                 |                 |

## Squadre Partecipanti
Le seguenti 47 squadre da 19 associazioni sono ammesse alla competizione.
Nella seguente tabella, il numero di apparizioni e l'ultima apparizione sono conteggiate dalla stagione 2002-2003  (inclusi i turni di qualificazioni), da quando la competizione è stata rinominata AFC Champions League.
| Team                                             | Metodo di Qualificazione                                              | App                                              | Ultima App                                       |
| Ingresso diretto alla Fase a Gironi (Gruppi A–D) | Ingresso diretto alla Fase a Gironi (Gruppi A–D)                      | Ingresso diretto alla Fase a Gironi (Gruppi A–D) | Ingresso diretto alla Fase a Gironi (Gruppi A–D) |
| ------------------------------------------------ | --------------------------------------------------------------------- | ------------------------------------------------ | ------------------------------------------------ |
| Al-Ahli Dubai                                    | vincitore UAE Arabian Gulf League 2015-2016                           | 7°                                               | 2015                                             |
| Al-Jazira                                        | vincitore Coppa del Presidente degli Emirati Arabi Uniti 2015-2016    | 9°                                               | 2016                                             |
| Al-Ain                                           | 2º posto UAE Arabian Gulf League 2015-2016                            | 12°                                              | 2016                                             |
| Al-Ahli                                          | vincitore Saudi Professional League 2015-2016 vincitore 2016 King Cup | 9°                                               | 2016                                             |
| Al-Hilal                                         | 2º posto Saudi Professional League 2015-2016                          | 13°                                              | 2016                                             |
| Al-Taawoun                                       | 4º posto Saudi Professional League 2015-2016                          | 1°                                               |                                                  |
| Esteghlal Khuzestan                              | vincitore Persian Gulf Pro League 2015-2016                           | 1°                                               |                                                  |
| Zob Ahan                                         | vincitore 2015–16 Hazfi Cup                                           | 6°                                               | 2016                                             |
| Persepolis                                       | 2º posto Persian Gulf Pro League 2015-2016                            | 6°                                               | 2015                                             |
| Al-Rayyan                                        | vincitore Qatar Stars League 2015-2016                                | 7°                                               | 2014                                             |
| Lekhwiya                                         | vincitore 2016 Emir of Qatar Cup                                      | 6°                                               | 2016                                             |
| Lokomotiv Tashkent                               | vincitore Uzbek League 2016 vincitore 2016 Uzbekistan Cup             | 5°                                               | 2016                                             |
| Partecipanti ai Play-off                         |                                                                       |                                                  |                                                  |
| Ingresso ai Play-off                             |                                                                       |                                                  |                                                  |
| Al-Wahda                                         | 3º posto UAE Arabian Gulf League 2015-2016                            | 8°                                               | 2015                                             |
| Al-Fateh                                         | 5º posto Saudi Professional League 2015-2016                          | 2°                                               | 2014                                             |
| Esteghlal                                        | 3º posto Persian Gulf Pro League 2015-2016                            | 8°                                               | 2014                                             |
| Al-Jaish                                         | 2º posto Qatar Stars League 2015-2016                                 | 5°                                               | 2016                                             |
| Al-Sadd                                          | 3º posto Qatar Stars League 2015-2016                                 | 12°                                              | 2016                                             |
| Bunyodkor                                        | 2º posto Uzbek League 2016                                            | 10°                                              | 2016                                             |
| Ingresso al Secondo turno preliminare            |                                                                       |                                                  |                                                  |
| Nasaf Qarshi                                     | 3º posto Uzbek League 2016                                            | 5°                                               | 2016                                             |
| Al-Wehdat                                        | vincitore 2015–16 Jordan League                                       | 4°                                               | 2016                                             |
| Bengaluru FC                                     | vincitore I-League 2015-2016                                          | 2°                                               | 2015                                             |
| Al-Hidd                                          | vincitore Bahrein First Division League 2015-2016                     | 2°                                               | 2014                                             |

| Team                                             | Metodo di Qualificazione                                                     | App                                              | Ultima App                                       |
| Ingresso diretto alla Fase a Gironi (Gruppi E–H) | Ingresso diretto alla Fase a Gironi (Gruppi E–H)                             | Ingresso diretto alla Fase a Gironi (Gruppi E–H) | Ingresso diretto alla Fase a Gironi (Gruppi E–H) |
| ------------------------------------------------ | ---------------------------------------------------------------------------- | ------------------------------------------------ | ------------------------------------------------ |
| FC Seoul                                         | vincitore K League Classic 2016                                              | 7°                                               | 2016                                             |
| Suwon Samsung Bluewings                          | vincitore Coppa della Corea del Sud 2016                                     | 8°                                               | 2016                                             |
| Jeju United                                      | 3º posto K League Classic 2016                                               | 2°                                               | 2011                                             |
| Kashima Antlers                                  | vincitore J1 League 2016 (possibile vincitore Coppa J. League 2016 )         | 7°                                               | 2015                                             |
| Urawa Red Diamonds                               | 2º posto J1 League 2016                                                      | 6°                                               | 2016                                             |
| Kawasaki Frontale                                | 3º postoJ1 League 2016                                                       | 5°                                               | 2014                                             |
| Guangzhou Evergrande                             | vincitore Chinese Super League 2016 vincitore Chinese FA Cup 2016            | 6°                                               | 2016                                             |
| Jiangsu Suning                                   | 2º posto Chinese Super League 2016                                           | 3°                                               | 2016                                             |
| Adelaide United                                  | 1º posto 2015–16 A-League Regular Season vincitore 2016 A-League Grand Final | 6°                                               | 2016                                             |
| Western Sydney Wanderers                         | 2º posto 2015–16 A-League Regular Season                                     | 3°                                               | 2015                                             |
| Muangthong United                                | vincitore Thai Premier League 2016                                           | 6°                                               | 2016                                             |
| Eastern                                          | vincitore Hong Kong Premier League 2015-2016                                 | 1°                                               |                                                  |
| Partecipanti ai Play-off                         |                                                                              |                                                  |                                                  |
| Ingresso ai Play-off                             |                                                                              |                                                  |                                                  |
| Ulsan Hyundai                                    | 4º posto K League Classic 2016                                               | 5°                                               | 2014                                             |
| Gamba Osaka                                      | 4º posto J1 League 2016                                                      | 9°                                               | 2016                                             |
| Shanghai SIPG                                    | 3º posto Chinese Super League 2016                                           | 2°                                               | 2016                                             |
| Shanghai Shenhua                                 | 4º posto Chinese Super League 2016                                           | 7°                                               | 2011                                             |
| Ingresso al secondo turno preliminare            |                                                                              |                                                  |                                                  |
| Brisbane Roar                                    | 3º posto 2015–16 A-League Regular Season                                     | 4°                                               | 2015                                             |
| Sukhothai                                        | vincitore 2016 Thai FA Cup                                                   | 1°                                               |                                                  |
| Bangkok United                                   | 2º posto Thai Premier League 2016                                            | 2°                                               | 2007                                             |
| Kitchee                                          | vincitore Hong Kong Season 2015-2016 Play-off                                | 3°                                               | 2016                                             |
| Hà Nội T&T                                       | vincitore V.League 1 2016                                                    | 4°                                               | 2016                                             |
| Johor Darul Ta'zim                               | vincitore Malaysia Super League 2016                                         | 3°                                               | 2016                                             |
| Yadanarbon                                       | vincitore Myanmar National League 2016                                       | 2°                                               | 2015                                             |
| Ingresso al primo turno preliminare              |                                                                              |                                                  |                                                  |
| Global                                           | vincitore UFL Division 1 2016                                                | 1°                                               |                                                  |
| Tampines Rovers                                  | 2º posto S.League 2016                                                       | 3°                                               | 2016                                             |

## Calendario
Il calendario della competizione è il seguente.  A partire dal 2017, le partite della Zona Occidentale si giocano il lunedì e il martedì invece che il martedì e il mercoledì.
| Fase                         | Round            | Data Sorteggio                             | Andata                     | Ritorno                    |
| ---------------------------- | ---------------- | ------------------------------------------ | -------------------------- | -------------------------- |
| Fase preliminare             | Primo Turno      | Nessun sorteggio                           | 24 gennaio 2017            | 24 gennaio 2017            |
| Fase preliminare             | Secondo Turno    | Nessun sorteggio                           | 31 gennaio 2017            | 31 gennaio 2017            |
| Play-Off                     | Play-off         | Nessun sorteggio                           | 7–8 febbraio 2017          | 7–8 febbraio 2017          |
| Fase a Gironi                | Prima giornata   | 13 December 2016 (Petaling Jaya, Malaysia) | 20–22 febbraio 2017        | 20–22 febbraio 2017        |
| Fase a Gironi                | Seconda Giornata | 13 December 2016 (Petaling Jaya, Malaysia) | 27 febbraio – 1 marzo 2017 | 27 febbraio – 1 marzo 2017 |
| Fase a Gironi                | Terza Giornata   | 13 December 2016 (Petaling Jaya, Malaysia) | 13–15 marzo 2017           | 13–15 marzo 2017           |
| Fase a Gironi                | Quarta Giornata  | 13 December 2016 (Petaling Jaya, Malaysia) | 10–12 aprile 2017          | 10–12 aprile 2017          |
| Fase a Gironi                | Quinta Giornata  | 13 December 2016 (Petaling Jaya, Malaysia) | 24–26 aprile 2017          | 24–26 aprile 2017          |
| Fase a Gironi                | Sesta Giornata   | 13 December 2016 (Petaling Jaya, Malaysia) | 8–10 maggio 2017           | 8–10 maggio 2017           |
| Fase ad Eliminazione Diretta | Ottavi di Finale | 13 December 2016 (Petaling Jaya, Malaysia) | 22–24 maggio 2017          | 29–31 maggio 2017          |
| Fase ad Eliminazione Diretta | Quarti di Finale | Nessun sorteggio                           | 21–23 agosto 2017          | 11–13 settembre 2017       |
| Fase ad Eliminazione Diretta | Semi-Finali      | Nessun sorteggio                           | 25–27 settembre 2017       | 16–18 ottobre 2017         |
| Fase ad Eliminazione Diretta | Finale           | Nessun sorteggio                           | 18 novembre 2017           | 25 novembre 2017           |

## Fase Preliminare
Nella fase a qualificazione, ogni incrocio è disputato in partita singola. I tempi supplementari e i calci di rigore sono usati per decidere il vincitore, se necessario. I vincitori di ogni incrocio dei play-off ottengono la qualificazione per la fase a gironi insieme alle 24 squadre qualificate automaticamente. Tutti i perdenti in ogni turno, che provengono da associazioni con un solo posto nei play-off entrano nella fase a gironi della AFC Cup 2017. 

### Primo turno preliminare
| Squadra 1      | Risultato      | Squadra 2       |
| Zona Orientale | Zona Orientale | Zona Orientale  |
| -------------- | -------------- | --------------- |
| Global         | 2 - 0          | Tampines Rovers |

### Secondo turno preliminare
| Squadra 1        | Risultato        | Squadra 2               |
| Zona Occidentale | Zona Occidentale | Zona Occidentale        |
| ---------------- | ---------------- | ----------------------- |
| Al-Wehdat        | 2 - 1            | Bengaluru Football Club |
| Nasaf Qarshi     | 4 - 0            | Al-Hidd                 |
| Zona Orientale   |                  |                         |
| Kitchee          | 3 - 2 (dts)      | Hà Nội T&T              |
| Bangkok United   | 1 - 1 (4-5 dtr)  | Johor Darul Ta'zim      |
| Sukhothai        | 5 - 0            | Yadanarbon              |
| Brisbane Roar    | 6 - 0            | Global                  |

### Playoff
| Squadra 1        | Risultato        | Squadra 2          |
| Zona Occidentale | Zona Occidentale | Zona Occidentale   |
| ---------------- | ---------------- | ------------------ |
| Al-Wahda         | 3 - 0            | Al-Wehdat          |
| Al-Fateh         | 1 - 0            | Nasaf Qarshi       |
| Esteghlal        | 0 - 0 (4-3 dtr)  | Al-Sadd            |
| Al-Jaish         | 0 - 0 (1-3 dtr)  | Bunyodkor          |
| Zona Orientale   |                  |                    |
| HyundaiPenn      | 1 - 1 (4-3 dtr)  | Kitchee            |
| Gamba Osaka      | 3 - 0            | Johor Darul Ta'zim |
| Shanghai SIPG    | 3 - 0            | Sukhothai          |
| Shanghai Shenhua | 0 - 2            | Brisbane Roar      |

## Fase a Gironi

### Girone A
| Squadra            | P.ti | G | V | P | S | GF | GS | DG |
| ------------------ | ---- | - | - | - | - | -- | -- | -- |
| Al-Ahli Club       | 11   | 6 | 3 | 2 | 1 | 10 | 5  | +5 |
| Esteghlal          | 11   | 6 | 3 | 2 | 1 | 10 | 5  | +5 |
| Al-Taawoun         | 5    | 6 | 1 | 2 | 3 | 7  | 12 | -5 |
| Lokomotiv Tashkent | 5    | 6 | 1 | 2 | 3 | 7  | 12 | -5 |

### Girone B
| Squadra             | P.ti | G | V | P | S | GF | GS | DG |
| ------------------- | ---- | - | - | - | - | -- | -- | -- |
| Lekhwiya            | 14   | 6 | 4 | 2 | 0 | 15 | 6  | +9 |
| Esteghlal Khuzestan | 9    | 6 | 2 | 3 | 1 | 6  | 5  | +1 |
| Al-Fateh            | 6    | 6 | 1 | 3 | 2 | 7  | 9  | -2 |
| Al-Jazira           | 2    | 6 | 0 | 2 | 4 | 3  | 11 | -8 |

### Girone C
| Squadra   | P.ti | G | V | P | S | GF | GS | DG |
| --------- | ---- | - | - | - | - | -- | -- | -- |
| Al Ain    | 12   | 6 | 3 | 3 | 0 | 14 | 7  | +7 |
| Al-Ahli   | 11   | 6 | 3 | 2 | 1 | 10 | 7  | +3 |
| Zob Ahan  | 7    | 6 | 2 | 1 | 3 | 6  | 9  | -3 |
| Bunyodkor | 3    | 6 | 1 | 0 | 5 | 5  | 12 | -7 |

### Girone D
| Squadra    | P.ti | G | V | P | S | GF | GS | DG |
| ---------- | ---- | - | - | - | - | -- | -- | -- |
| Al-Hilal   | 12   | 6 | 3 | 3 | 0 | 10 | 7  | +3 |
| Persepolis | 9    | 6 | 2 | 3 | 1 | 9  | 8  | +1 |
| Al-Rayyan  | 7    | 6 | 2 | 1 | 3 | 10 | 13 | -3 |
| Al-Wahda   | 4    | 6 | 1 | 1 | 4 | 12 | 13 | -1 |

### Girone E
| Squadra           | P.ti | G | V | P | S | GF | GS | DG  |
| ----------------- | ---- | - | - | - | - | -- | -- | --- |
| Kashima Antlers   | 12   | 6 | 4 | 0 | 2 | 13 | 5  | +8  |
| Muangthong United | 11   | 6 | 3 | 2 | 1 | 7  | 3  | +4  |
| Ulsan Hyundai     | 7    | 6 | 2 | 1 | 3 | 9  | 9  | 0   |
| Brisbane Roar     | 4    | 6 | 1 | 1 | 4 | 4  | 16 | -12 |

### Girone F
| Squadra                  | P.ti | G | V | P | S | GF | GS | DG  |
| ------------------------ | ---- | - | - | - | - | -- | -- | --- |
| Urawa Red Diamonds       | 12   | 6 | 4 | 0 | 2 | 18 | 7  | +11 |
| Shanghai SIPG            | 12   | 6 | 4 | 0 | 2 | 15 | 9  | +6  |
| F.C. Seoul               | 6    | 6 | 2 | 0 | 4 | 10 | 15 | -5  |
| Western Sydney Wanderers | 6    | 6 | 2 | 0 | 4 | 10 | 22 | -12 |

### Girone G
| Squadra                 | P.ti | G | V | P | S | GF | GS | DG  |
| ----------------------- | ---- | - | - | - | - | -- | -- | --- |
| Kawasaki Frontale       | 10   | 6 | 2 | 4 | 0 | 8  | 3  | +5  |
| Guangzhou Evergrande    | 10   | 6 | 2 | 4 | 0 | 18 | 5  | +13 |
| Suwon Samsung Bluewings | 9    | 6 | 2 | 3 | 1 | 11 | 6  | +5  |
| Eastern                 | 1    | 6 | 0 | 1 | 5 | 1  | 24 | -23 |

### Girone H
| Squadra         | P.ti | G | V | P | S | GF | GS | DG |
| --------------- | ---- | - | - | - | - | -- | -- | -- |
| Jiangsu Suning  | 15   | 6 | 5 | 0 | 1 | 9  | 3  | +6 |
| Jeju United     | 10   | 6 | 3 | 1 | 2 | 12 | 9  | +3 |
| Adelaide United | 5    | 6 | 1 | 2 | 3 | 10 | 13 | -3 |
| Gamba Osaka     | 4    | 6 | 1 | 1 | 4 | 7  | 13 | -6 |

## Fase a eliminazione diretta

### Tabellone
|  | Ottavi di finale    | Ottavi di finale   | Ottavi di finale | Ottavi di finale |   |                   | Quarti di finale | Quarti di finale | Quarti di finale | Quarti di finale |            |   | Semifinali | Semifinali | Semifinali | Semifinali |          |   | Finale | Finale | Finale | Finale |
|  |                     |                    |                  |                  |   |                   |                  |                  |                  |                  |            |   |            |            |            |            |          |   |        |        |        |        |
|  | Esteghlal           | 1                  | 1                | 2                |   |                   |                  |                  |                  |                  |            |   |            |            |            |            |          |   |        |        |        |        |
|  | Al Ain              | 0                  | 6                | 6                |   |                   |                  |                  |                  |                  |            |   |            |            |            |            |          |   |        |        |        |        |
|  | Al Ain              | 0                  | 6                | 6                |   | Al Ain            | 0                | 0                | 0                |                  |            |   |            |            |            |            |          |   |        |        |        |        |
|  |                     |                    |                  |                  |   | Al Ain            | 0                | 0                | 0                |                  |            |   |            |            |            |            |          |   |        |        |        |        |
|  |                     | Al-Hilal           | 0                | 3                | 3 |                   |                  |                  |                  |                  |            |   |            |            |            |            |          |   |        |        |        |        |
|  | Esteghlal Khuzestan | Al-Hilal           | 0                | 3                | 3 | 1                 | 1                | 2                |                  |                  |            |   |            |            |            |            |          |   |        |        |        |        |
|  | Esteghlal Khuzestan |                    |                  |                  |   | 1                 | 1                | 2                |                  |                  |            |   |            |            |            |            |          |   |        |        |        |        |
|  | Al-Hilal            | 2                  | 2                | 4                |   |                   |                  |                  |                  |                  |            |   |            |            |            |            |          |   |        |        |        |        |
|  | Al-Hilal            | 2                  | 2                | 4                |   |                   |                  |                  |                  |                  | Al-Hilal   | 4 | 2          | 6          |            |            |          |   |        |        |        |        |
|  |                     |                    |                  |                  |   |                   |                  |                  |                  |                  |            | 4 | 2          | 6          |            |            |          |   |        |        |        |        |
|  |                     | Persepolis         | 0                | 2                | 2 |                   |                  |                  |                  |                  |            |   |            |            |            |            |          |   |        |        |        |        |
|  | Persepolis          | Persepolis         | 0                | 2                | 2 | 0                 | 1                | 1                |                  |                  |            |   |            |            |            |            |          |   |        |        |        |        |
|  | Persepolis          |                    |                  |                  |   | 0                 | 1                | 1                |                  |                  |            |   |            |            |            |            |          |   |        |        |        |        |
|  | Lekhwiya            | 0                  | 0                | 0                |   |                   |                  |                  |                  |                  |            |   |            |            |            |            |          |   |        |        |        |        |
|  | Lekhwiya            | 0                  | 0                | 0                |   | Persepolis        | 2                | 3                | 5                |                  |            |   |            |            |            |            |          |   |        |        |        |        |
|  |                     |                    |                  |                  |   | Persepolis        | 2                | 3                | 5                |                  |            |   |            |            |            |            |          |   |        |        |        |        |
|  |                     | Al-Ahli            | 2                | 1                | 3 |                   |                  |                  |                  |                  |            |   |            |            |            |            |          |   |        |        |        |        |
|  | Al-Ahli             | Al-Ahli            | 2                | 1                | 3 | 1                 | 3                | 4                |                  |                  |            |   |            |            |            |            |          |   |        |        |        |        |
|  | Al-Ahli             |                    |                  |                  |   | 1                 | 3                | 4                |                  |                  |            |   |            |            |            |            |          |   |        |        |        |        |
|  | Al-Ahli Club        | 1                  | 1                | 2                |   |                   |                  |                  |                  |                  |            |   |            |            |            |            |          |   |        |        |        |        |
|  | Al-Ahli Club        | 1                  | 1                | 2                |   |                   |                  |                  |                  |                  |            |   |            |            |            |            | Al-Hilal | 1 | 0      | 1      |        |        |
|  |                     |                    |                  |                  |   |                   |                  |                  |                  |                  |            |   |            |            |            |            |          | 1 | 0      | 1      |        |        |
|  |                     | Urawa Reds         | 1                | 1                | 2 |                   |                  |                  |                  |                  |            |   |            |            |            |            |          |   |        |        |        |        |
|  | Muangthong United   | Urawa Reds         | 1                | 1                | 2 | 1                 | 1                | 2                |                  |                  |            |   |            |            |            |            |          |   |        |        |        |        |
|  | Muangthong United   |                    |                  |                  |   | 1                 | 1                | 2                |                  |                  |            |   |            |            |            |            |          |   |        |        |        |        |
|  | Kawasaki Frontale   | 3                  | 4                | 7                |   |                   |                  |                  |                  |                  |            |   |            |            |            |            |          |   |        |        |        |        |
|  | Kawasaki Frontale   | 3                  | 4                | 7                |   | Kawasaki Frontale | 3                | 1                | 4                |                  |            |   |            |            |            |            |          |   |        |        |        |        |
|  |                     |                    |                  |                  |   | Kawasaki Frontale | 3                | 1                | 4                |                  |            |   |            |            |            |            |          |   |        |        |        |        |
|  |                     | Urawa Reds         | 1                | 4                | 5 |                   |                  |                  |                  |                  |            |   |            |            |            |            |          |   |        |        |        |        |
|  | Jeju United         | Urawa Reds         | 1                | 4                | 5 | 2                 | 0                | 2                |                  |                  |            |   |            |            |            |            |          |   |        |        |        |        |
|  | Jeju United         |                    |                  |                  |   | 2                 | 0                | 2                |                  |                  |            |   |            |            |            |            |          |   |        |        |        |        |
|  | Urawa Reds (dts)    | 0                  | 3                | 3                |   |                   |                  |                  |                  |                  |            |   |            |            |            |            |          |   |        |        |        |        |
|  | Urawa Reds (dts)    | 0                  | 3                | 3                |   |                   |                  |                  |                  |                  | Urawa Reds | 1 | 1          | 2          |            |            |          |   |        |        |        |        |
|  |                     |                    |                  |                  |   |                   |                  |                  |                  |                  |            | 1 | 1          | 2          |            |            |          |   |        |        |        |        |
|  |                     | Shanghai SIPG      | 1                | 0                | 1 |                   |                  |                  |                  |                  |            |   |            |            |            |            |          |   |        |        |        |        |
|  | Guangzhou (gfc)     | Shanghai SIPG      | 1                | 0                | 1 | 1                 | 1                | 2                |                  |                  |            |   |            |            |            |            |          |   |        |        |        |        |
|  | Guangzhou (gfc)     |                    |                  |                  |   | 1                 | 1                | 2                |                  |                  |            |   |            |            |            |            |          |   |        |        |        |        |
|  | Kashima Antlers     | 0                  | 2                | 2                |   |                   |                  |                  |                  |                  |            |   |            |            |            |            |          |   |        |        |        |        |
|  | Kashima Antlers     | 0                  | 2                | 2                |   | Guangzhou         | 0                | 5                | 5                |                  |            |   |            |            |            |            |          |   |        |        |        |        |
|  |                     |                    |                  |                  |   | Guangzhou         | 0                | 5                | 5                |                  |            |   |            |            |            |            |          |   |        |        |        |        |
|  |                     | Shanghai SIPG (cr) | 4                | 1                | 5 |                   |                  |                  |                  |                  |            |   |            |            |            |            |          |   |        |        |        |        |
|  | Shanghai SIPG       | Shanghai SIPG (cr) | 4                | 1                | 5 | 2                 | 3                | 5                |                  |                  |            |   |            |            |            |            |          |   |        |        |        |        |
|  | Shanghai SIPG       |                    |                  |                  |   | 2                 | 3                | 5                |                  |                  |            |   |            |            |            |            |          |   |        |        |        |        |
|  | Jiangsu Suning      | 1                  | 2                | 3                |   |                   |                  |                  |                  |                  |            |   |            |            |            |            |          |   |        |        |        |        |

### Ottavi di finale
| Squadra 1            | Totale           | Squadra 2          | Andata           | Ritorno          |
| Asia Occidentale     | Asia Occidentale | Asia Occidentale   | Asia Occidentale | Asia Occidentale |
| -------------------- | ---------------- | ------------------ | ---------------- | ---------------- |
| Esteghlal            | 2 – 6            | Al Ain             | 1 – 0            | 1 – 6            |
| Al-Ahli              | 4 – 2            | Al-Ahli Club       | 1 – 1            | 3 – 1            |
| Esteghlal Khuzestan  | 2 – 4            | Al-Hilal           | 1 – 2            | 1 – 2            |
| Persepolis           | 1 – 0            | Lekhwiya           | 0 – 0            | 1 – 0            |
| Asia Orientale       |                  |                    |                  |                  |
| Muangthong United    | 2 – 7            | Kawasaki Frontale  | 1 – 3            | 1 – 4            |
| Guangzhou Evergrande | 2 – 2 (gfc)      | Kashima Antlers    | 1 – 0            | 1 – 2            |
| Shanghai SIPG        | 5 – 3            | Jiangsu Suning     | 2 – 1            | 3 – 2            |
| Jeju United          | 2 – 3 (dts)      | Urawa Red Diamonds | 2 – 0            | 0 – 3 (dts)      |

### Quarti di finale
| Squadra 1         | Totale           | Squadra 2            | Andata           | Ritorno          |
| Asia Occidentale  | Asia Occidentale | Asia Occidentale     | Asia Occidentale | Asia Occidentale |
| ----------------- | ---------------- | -------------------- | ---------------- | ---------------- |
| Al Ain            | 0 – 3            | Al-Hilal             | 0 – 0            | 0 – 3            |
| Persepolis        | 5 – 3            | Al-Ahli              | 2 – 2            | 3 – 1            |
| Asia Orientale    |                  |                      |                  |                  |
| Shanghai SIPG     | 5 – 5 (5-4 dtr)  | Guangzhou Evergrande | 4 – 0            | 1 – 5 (dts)      |
| Kawasaki Frontale | 4 – 5            | Urawa Red Diamonds   | 3 – 1            | 1 – 4            |

### Semifinali
| Squadra 1        | Totale           | Squadra 2          | Andata           | Ritorno          |
| Asia Occidentale | Asia Occidentale | Asia Occidentale   | Asia Occidentale | Asia Occidentale |
| ---------------- | ---------------- | ------------------ | ---------------- | ---------------- |
| Al-Hilal         | 6 – 2            | Persepolis         | 4 – 0            | 2 – 2            |
| Asia Orientale   |                  |                    |                  |                  |
| Shanghai SIPG    | 1 – 2            | Urawa Red Diamonds | 1 – 1            | 0 – 1            |

### Finale
| Squadra 1 | Totale | Squadra 2          | Andata | Ritorno |
| --------- | ------ | ------------------ | ------ | ------- |
| Al-Hilal  | 1 - 2  | Urawa Red Diamonds | 1 - 1  | 0 - 1   |